# Іраксько-кувейтський бар'єр

Кувейтсько-іракський бар'єр на карті Кувейту.

Іраксько-кувейтський бар'єр (англ. Iraq–Kuwait barrier, араб. حدود العراق-الكويت Hudud al-'Irāq-al-Kuwayt) — 190-кілометровий прикордонний мур між Іраком і Кувейтом на всій протяжності їхнього взаємного кордону від Саудівської Аравії до Перської затоки. Збудований з дозволу Ради Безпеки ООН, його заявленою метою було зупинити повторне вторгнення Іраку в Кувейт. Прилегла до нього демілітаризована зона з боку Іраку становить завширшки 9,7 км, а з боку Кувейту — 4,8 км. 
Прикордонний бар'єр складається з огорожі, до якої підведено струм, оснащеної спіраллю Бруно, обкопаної ровом завглибшки 4,6 м та оточеної 3-метровим земляним насипом. Його охороняють сотні солдатів, кілька патрульних катерів і вертольотів. 
У січні 2004 року Кувейт вирішив установити вздовж наявного кордону новий 217-кілометровий залізний прикордонний мур. Заявлений намір продиктований потребою захисту північного кордону та бажанням завадити автомобілям з боку Іраку наближатися до електричних опор.
Бар'єр мав би орієнтовно коштувати 28 млн доларів і простягтися від міста Умм-Каср до потрійного стику кордонів Саудівської Аравії, Іраку та Кувейту. Для полегшення руху прикордонної охорони будуть також побудовані асфальтовані дороги.
За правління Саддама Хуссейна (до визволення Кувейту в 1991 р.) Ірак розглядав Кувейт як частину Іраку, а бар'єри розцінював як незаконний поділ іракської території на дві частини.